# Power Glove

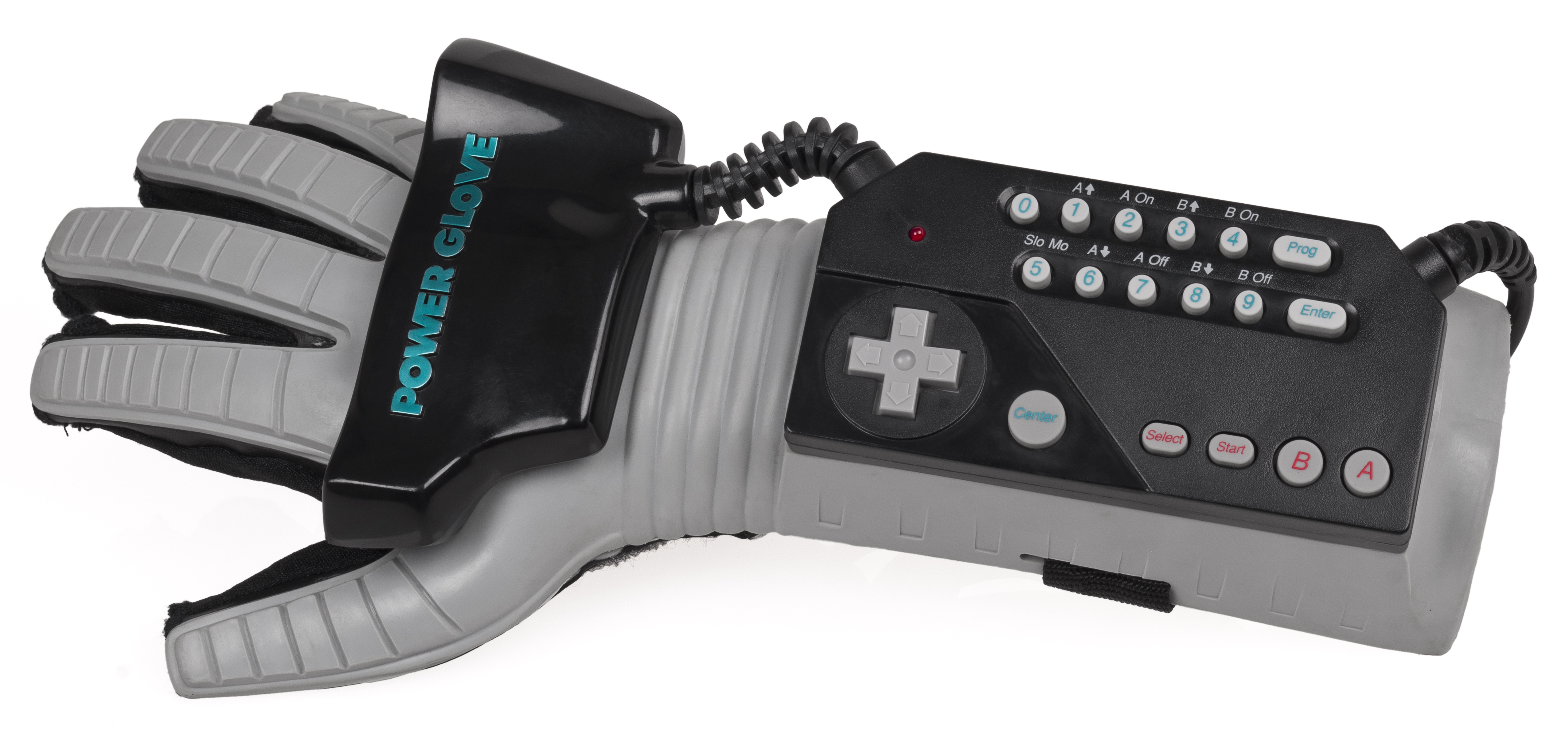
Power Glove

Power Glove — контроллер-перчатка для игровой консоли NES. Являлся первым контроллером, повторяющим движения руками на телевизионном экране в реальном времени. Power Glove не был популярен и критиковался за низкую точность и сложность в использовании.

## Разработка
Power Glove выпущен в 1989 году. Несмотря на то, что это был официальный продукт, Nintendo не участвовала в разработке и выпуске аксессуара. Разработкой Power Glove занимались компании Mattel в США и PAX в Японии. Стоила перчатка почти 80$.

## Устройство и использование
В перчатку встроен обычный джойстик и несколько дополнительных кнопок, предназначенных для набора программного кода игр, которые не были официально адаптированы для Power Glove. На пальцы перчатки нанесены карбоновые чернила, передающие сжатие и растягивание. Подключение происходит в разъём для первого джойстика. В перчатке имеются два ультразвуковых динамика (трансмиттера), передающие звук на частоте 40 kHz, не слышном для человеческого уха. В креплении, расположенном на телевизоре, встроены три микрофона (ресивера), которые принимают звуки от перчатки и высчитывают её местоположение в пространстве по осям X, Y, Z и угол наклона. В связи с тем что позиция руки определяется с помощью звука, играть в шумной обстановке не представляется возможным, так как микрофоны часто ошибаются.

## Игры
Специально для Power Glove было выпущены только две игры со специальными возможностями : Super Glove Ball — 3D головоломка и Bad Street Brawler — beat 'em up. В обе игры можно было играть со стандартным контроллером NES, но при использовании Power Glove появлялись дополнительные движения. Эти игры должны были стать частью серии «Power Glove Gaming Series».
Были анонсированы и другие игры для Power Glove : Glove Pilot, Manipulator Glove Adventure и Tech Town, но их так и не выпустили.
Тем не менее с помощью Power Glove можно было играть и в обычные игры. Для разных игр схема управления была разной. Скажем в Top Gun (авиасимуляторе) водя рукой влево или вправо можно было поворачивать самолёт в ту же сторону. В Punch Out (бокс) удары в перчатке вперед, заставляли боксёра наносить удар противнику, а сжатие пальцев — ставить блок.

## Модернизация
В 2009 году Мэттью Мечтли (Matt Mechtley), занимавшийся разработкой игры в бокс для iPhone, самостоятельно усовершенствовал перчатку PowerGlove, установив вместо ультразвуковых сенсоров акселерометр, заменив фирменный специализированный микроконтроллер на Arduino и использовав Bluetooth вместо проводного соединения.